# Green Business Certification Inc.
Green Business Certification Inc. (GBCI) è un'organizzazione che fornisce credenziali e verifiche di terze parti per diversi sistemi di classificazione legati al mondo dell'architettura e dell'ambiente.
Viene fondato nel gennaio 2008 il Green Building Certification Institute (Istituto di certificazione degli edifici verdi) con il supporto dello U.S. Green Building Council (Consiglio dell'edificazione verde statunitense) per fornire una supervisione indipendente della certificazione LEED (Leadership in Energy and Environmental Design) ovvero: Leader nella progettazione ambientale ed energetica e dei processi di credenzializzazione professionali.
L'attuale nome è stato adottato il 16 aprile 2015 dopo che l'organizzazione ha cominciato a fornire lo stesso servizio per 
lo standard WELL Building Standard (o semplicemente WELL) dell'International WELL Building Institute (Istituto internazionale per l'edificazione WELL), lo standard PEER di Perfect Power Institute e il Global Real Estate Sustainability Benchmark.